# Прусский крестовый поход
Под Прусским крестовым походом традиционно понимают серию кампаний балтийских крестоносцев, главным образом рыцарей Тевтонского ордена, проводимых с целью покорения и христианизации языческих балтоязычных племён пруссов. 
Тевтонцы были призваны на помощь поляками после неудачных военных походов польских князей против соседей язычников и многочисленных набегов пруссов на пограничные польские земли. В 1230 году крестоносцы начали военные кампании против пруссов. К концу века, преодолев сопротивление пруссов и подавив ряд бунтов и мятежей, крестоносцы установили полный контроль над Пруссией.

## Предпосылки конфликта
Христианские государи Европы не раз предпринимали попытки христианизации воинственных прусских племён. В 997 году польский король Болеслав I послал чешского епископа Адальберта Пражского с миссией в Пруссию. Миссия обернулась провалом, а Адальберт был зверски убит. Его последователь, Бруно Кверфуртский, также был убит пруссами в 1009 году. Поляки вели непрерывные войны с прусскими племенами в течение двух веков. Целью поляков было подчинение прусских земель с последующей их полонизацией и христианизацией. Пруссы с своей стороны совершали непрерывные грабительские набеги на приграничные польские территории, в частности, Мазовию и Хелминскую землю. Многие пруссы лишь номинально принимали крещение и вновь возвращались к своей традиционной вере после окончания очередного конфликта. В 1166 году в бою с пруссами погиб польский князь Генрих Сандомирский. Грандиозные, но крайне неудачные походы в Пруссию совершали короли Болеслав IV и Казимир II. Походы против Самбии, населённой прусскими племенами самбов, организовывал датский король Вальдемар II.
В 1206 году цистерцианский епископ и миссионер Христиан Прусский, поддерживаемый датским королём и польскими князьями, получил неожиданно тёплый приём в разорённой войной Хелминской земле. Ободрённый своими успехами, он отправился в Рим, чтобы уговорить папу послать в языческие земли более крупную христианскую миссию. Вернувшись, он к своему удивлению отметил, что все его предыдущие успехи в христианизации язычников были сведены на нет: озлобленные набегами рыцарей-меченосцев и постоянной угрозой со стороны польских князей, пруссы отвернулись от христианства, убили крещёных соплеменников и разорили пограничную Хелминскую землю, Мазовию и Восточное Поморье, осадив Хелмно и Любаву. 
Постоянные прусские набеги представляли опаснейшую угрозу для Польского государства. В связи с ростом прусской угрозы папа Гонорий III в марте 1217 года издал буллу с призывом к крестовому походу против воинственных пруссов. Тем временем пруссы продолжали разорять Мазовию и Хелминскую землю: только за один год они разграбили 300 соборов и церквей. Князь Конрад Мазовецкий вынужден был откупаться от пруссов, чтобы хоть как-то обезопасить свои земли от постоянных нападений.

## Поход 1222—1223 гг.
Папа Гонорий III призвал к крестовому походу, который должен был возглавить Христиан Прусский. Папским легатом был избран архиепископ Гнезненский. Немецкие и польские крестоносцы начали собираться в Мазовии в 1219 году. Военные действия открылись лишь в 1222 году с прибытием князя Генриха II Набожного, архиепископов Лаврентия Бреславского и Лаврентия Лебусского. Польские феодалы предоставляли земли и замки Прусским епархиям в Хелминской земле. Первоочередной задачей поляков было восстановление обороноспособности Хелминской земли и в особенности города Хелмно, укрепления которого были к тому времени почти полностью восстановлены. 
Однако в 1223 году большинство крестоносцев покинуло регион, чем немедленно воспользовались пруссы, вновь опустошившие Хелминскую землю и Мазовию. Конрад Мазовецкий вынужден был искать спасения в Плоцком замке. В своих набегах пруссы дошли даже до Гданьска. 
В 1225 или 1228 году Христиан Прусский и Конрад Мазовецкий создали рыцарский орден, в который вошли четырнадцать северогерманских феодалов. Орден получил название «Добжиньские братья» (по месту своей дислокации в замке Добжинь). Вначале деятельности ордена сопутствовали некоторые успехи: рыцари сумели вытеснить пруссов из Хелминской земли. Однако ответный набег пруссов завершился поражением ордена, который потерял в сражении большую часть своих рыцарей. Немногие уцелевшие нашли убежище в Померании у герцога Святополка II. Орден Калатравы, получивший базу близ Гданьска, также показал свою неэффективность в борьбе с язычниками.

## Тевтонский орден в Хелминской земле (1230-1232)
Ещё в Риме Христиан Прусский познакомился с Германом фон Зальца, магистром Тевтонского ордена в 1209—1239 гг. С разрешения Конрада Мазовецкого и мазовецких феодалов Христиан в 1226 году обратился за помощью к Ордену в борьбе с пруссами. Магистр заинтересовался предложением Христиана, однако его главной целью было участие в крестовой походе под предводительством императора Священной Римской империи Фридриха II. Орден, изгнанный из Трансильвании, остро нуждался в новых землях. Встретившись с императором в Римини, магистр убедил его, что покорение пруссов значительно обезопасит границы империи. В 1226 году Фридрих II подписал знаменитую буллу, предоставлявшую Ордену свободу действий в Пруссии. Ордену была пожалована Хелминская земля. Орден также получил права на завоевание новых земель на территории Пруссии. Перед началом похода рыцари Ордена предположительно подписали с поляками в 1234 году соглашение, по которому Орден получал во владение Хелминскую землю и все территории, отвоёванные у пруссов. Хелминская земля согласно договору становилась временной базой дислокации орденских войск и плацдармом для дальнейшего наступления на Пруссию. Однако тевтонцы имели гораздо более масштабные планы, нежели те, которые они номинально провозглашали перед прибытием в польские земли.
В 1230 году папа Григорий IX издал буллу, дававшую Тевтонскому Ордену право крещения пруссов и закрепления за собой всех завоёванных земель, которые затем формально переходили под контроль и опеку папского престола. В том же году начались активные боевые действия. Магистр послал в Мазовию авангард, состоящий из 7 рыцарей и 70-100 оруженосцев во главе с Конрадом фон Ландсбергом. Завладев замком Фогельзанг, рыцари, не встретив серьёзного сопротивления, организовали небольшой рейд на язычников, проживавших на другом берегу Вислы. В этом же году в уже отстроенный замок прибыли подкрепления из 20 рыцарей и 200 оруженосцев во главе с Германном фон Балком. В Пруссию были посланы очень ограниченные силы, так как основные орденские войска были задействованы в операциях в Малой Азии и Армении. 
Тевтонцы сосредоточились на строительстве приграничных крепостей вдоль берега Вислы. В ранних походах и набегах участвовали главным образом польские, немецкие и померанские крестоносцы с незначительным числом вспомогательных войск, набранных из лояльных пруссов. Большинство крестоносцев возвращалось домой после очередной кампании, поэтому Орден постоянно нуждался в подкреплениях и свежих силах для проведения дальнейших военных операций. Тевтонцы продвигались вперёд, строя небольшие деревянные форты и укрепления, обороняемые малочисленными гарнизонами. На восток переселялось множество колонистов из Священной Римской империи, ежегодно основывавшие новые города, некоторые из которых получали Кульмское право.
Крестоносцы начали масштабную кампанию против соседнего племени помезанцев во главе с вождём Пиппином. Выступив из Нешавы, Герман фон Балк с тевтонцами и польскими союзниками двинулся к замку Рогов, удерживаемому пруссами. Местный вождь, владевший замком и окрестностями, был разбит и попал в плен. Вынужденный для спасения своей жизни пойти на сотрудничество с тевтонцами, он хитростью помог крестоносцам завладеть замком, а затем обманом захватил в плен Пиппина, приходившегося ему шурином. На этом сопротивление пруссов в Хелминской земле было окончательно подавлено. Тогда же, в 1232 году, крестоносцы основали город Кульм. Тем временем папа римский собрал подкрепления, и на помощь крестоносцами отправился пятитысячный отряд магдебургского бургграфа.

## Первые завоевания Тевтонского ордена в Пруссии (1233—1243)
Летом 1233 года десятитысячное войско крестоносцев вновь выступило в поход, основав крепость Квидзын в Помезании. В зимнем походе 1233—1234 г. крестоносцев поддержали померанские князья братья Святополк и Самбор. В решающем сражении на реке Сиргуне тевтонцы наголову разгромили пруссов, во многом благодаря помощи искушённых в войнах с пруссами князей Святополка и Самбора. Основание крепости Радзынь в 1234 году ознаменовало собой окончательное закрепление за Орденом земель восточной Помезании. Прусский епископ Христиан заявил свои права на две трети территории завоёванных прусских земель. Одна треть досталась Ордену. Папский легат Вильгельм Моденский, опасаясь разногласий между христианскими властями, выступил посредником в разделении завоёванных земель. Рыцари получили в итоге две трети территории, но епископ сохранял за собой особые права в этом регионе. Тевтонцы, помимо всего прочего, добивались включения Добжиньского ордена в состав Тевтонского. Конрад Мазовецкий, разъярённый такой наглостью, потребовал возвращения занятой крестоносцами Добжиньской земли. Рыцари, однако, не торопились выполнять этот приказ. В дальнейшем в результате роста напряжённости Конрад перестал оказывать поддержку Ордену. С одобрения папы и плокского епископа тевтонцы присоединили к себе Добжиньский Орден буллой 19 апреля 1235 года, однако недовольный Конрад Мазовецкий получил обратно Добжиньский замок. В 1237 году Тевтонский Орден воссоединился с орденом Меченосцев, сильно ослабленным в результате страшного поражения, нанесённого ему литовцами в битве при Сауле.
Пользуясь деятельной поддержкой мейссенского маркграфа Генриха, прибывшего в Пруссию с отрядом в 500 воинов и большими богатствами, крестоносцы активно продвигались вдоль обоих берегов Вислы, покоряя ещё не подчинённые помезанские племена. В 1237 году тевтонцы начали поход против погезанских племён. Тем временем маркграф, посчитав свой обет выполненным, вернулся обратно, однако оставил крестоносцам корабли и значительные силы, позволившие крестоносцам одержать победу над пруссами. На своём пути крестоносцы выстроили замок Эльбинг.
В 1238—1240 гг. крестоносцы вели войны с племенами вармийцев, бартов и наттангов. В одной из стычек вармийцы разгромили и уничтожили отряд крестоносцев, разорявший окрестности прусской крепости, которую крестоносцы не решались штурмовать в силу своей малочисленности. В ответ на это магистр послал против пруссов большое войско, которое штурмом взяло замок благодаря предательству вождя Кодруна, командовавшего его гарнизоном. Захваченная крепость в 1239 году была переименована в Балгу. Пруссы во главе с вармийским вождём Пиопсо попытались отбить замок, но безуспешно.
Вскоре рыцари с помощью Брауншвейг-Люнебургского герцога Отто I подчинили своей власти Натангию и Бартию. В октябре 1243 года папа при участии Вильгельма Моденского разделили завоёванную прусскую землю на Кульмское, Помезанское, Эрменландское и Самландское епископства, хотя земли последнего (Самбия) ещё не были покорены.

## Завоевание Самбии (1253—1255)
После завоевания западных пруссов к середине 1250-х годов крестоносцы продолжили продвижение на восток, где столкнулись с прусскими племенем самбов, населявшим дикие и слабозаселённые земли Самбии. Многочисленные походы тевтонцев возглавил комтур Христбурга Генрих Штанге. В 1252 году самбийцы разгромили тевтонцев, а Штанге погиб в бою. 
С целью восполнить понесённые крестоносцами потери папа и новый магистр Поппо фон Остерна объявили новый крестовый поход против язычников. Для похода на пруссов были собраны огромные силы, насчитывавшие 60 000 воинов. В Самбию отправились король Чехии Пршемысл Отакар II, бранденбургский маркграф Оттон III, король Германии Рудольф I, оломоуцкий епископ Бруно фон Шауэнбург и многие другие. Объединённые силы крестоносцев нанесли поражение самбам в битве близ замка Рудов. Пруссы, оборонявшие замок, сдались и вскоре приняли крещение. 
После победы крестоносцы продолжили завоевание самбийских земель, беспощадно истребляя всех, кто не желал принимать крещение. Были завоёваны волости Кведенов, Вальдов, Кайме и Тапиов. 
К январю 1255 года Самбия была завоёвана. 
Близ прусского селения Тувангсте крестоносцы основали крепость Кёнигсберг, названную так в честь короля Чехии Пршемысла Отакара. Невдалеке был также заложен замок Бранево. В месте слияния рек Лава и Преголя крестоносцы построили замок Вилов. Затем крестоносцы продвинулись в Натангию, где разгромили племя натангов во главе с вождём Годдуке, который погиб в сражении.

## Великое прусское восстание (1260–1274)
Ливонский орден в одно время с тевтонцами совершал походы в Жемайтию, располагавшуюся к северо-востоку от Пруссии. В 1259 году жемайты разгромили ливонцев в битве при Скуодасе, а через год нанесли ливонцам, их тевтонским союзникам и многочисленным европейским добровольцам тяжёлое поражение в битве при Дурбе. 
Победа язычников вдохновила пруссов на восстание против власти Ордена, вспыхнувшее в том же году. Ввиду ограниченности сил и средств тевтонцы не имели возможности быстро подавить восстание. В первой же битве при Покарвисе в 1261 году (близ совр. Ушаково) крестоносцы были разгромлены. Большинство тевтонских замков в первые годы восстания были сожжены и разрушены. 
Пруссы, не знакомые с современными методами ведения осадной войны, брали замки и города противника измором, перерезая все коммуникации, по которым крестоносцы снабжали осаждённых провиантом. Крошечные гарнизоны, лишённые поддержки и без того малочисленных войск Ордена, были обречены. Восставшие язычники наводнили также Ливонию, Польшу и Волынь. 
В 1265 году крестоносцы приступили к подавлению бунта при поддержке брауншвейг-люнебургского герцога Альберта I и тюрингского ландграфа Генриха III. В 1272 году к тевтонцам прибыл на помощь также мейссенский маркраф Дитрих II. В конце концов восстание было жестоко подавлено. 
В результате восстания многие пруссы утратили большинство своих бывших прав и были закрепощены. Многие пруссы бежали в Великое княжество Литовское или к ятвягам, многие были изгнаны и выселены крестоносцами. Выжившие племенные вожди стали орденскими вассалами. Лишь немногие из них получили особые привилегии. Рыцари отстроили и укрепили замки, разрушенные пруссами.

## Поздние кампании
Несмотря на то, что силы Ордена были основательно ослаблены в результате мощного восстания, крестоносцы успешно наступали на восточной границе своих владений, где орденские земли граничили с ятвягами и литвинами. Ятвяги во главе со Сколомендом, вероятным отцом Гедимина, осадили и разграбили крепость Бартошице в Бартии. Прусские племена натангов и бартов, беззащитные против воинственных ятвягов, призвали на помощь тевтонцев. Крещёные натангские роды, объединившись, перебили 2000 ятвягов и остановили вторжение. Тем временем тевтонцы при содействии тюрингских и мейссенских феодалов окончательно закрепили за собой Натангию .
Новый магистр Хартман фон Хельдрунген послал провинциального магистра Пруссии Конрада фон Тирберга-старшего с войсками на восток от Кёнигсберга с целью не допустить соединения ятвягов с прусским племенем надровов. Фогт Самбийской земли Теодорих с ополченцами разорил два прибрежных надровских укрепления и захватил богатую добычу. Повторный поход Дитриха во главе 40 всадников и множества пехоты на судах в надровскую волость Каттов также увенчался успехом: штурмом была взята надровская крепость Отолихия, её защитники были перебиты или сдались в плен. Вслед за этим рыцари взяли главный надровский замок Каменисвике, который обороняли 200 воинов. Вскоре после этого тяжёлого поражения надровские роды прекратили сопротивление и сдались на милость крестоносцам.
Захваченные надровские земли стали базой для дальнейшего наступления крестоносцев на родственный пруссам народ скальвов, населявших соседнюю область Скаловию. С захватом Скаловии Орден планировал на завоевание Жемайтии, отделявшей Пруссию от Ливонии. Осознавая опасность исходящей от тевтонцев угрозы, литвины начали оказывать помощь скальвам, тревожившим орденские земли постоянными набегами и рейдами. В глубине диких лесов располагалась главная опора скальвов — крепость Раганита. Самбийский фогт Дитрих возглавил отряд в 1000 воинов и атаковал крепость, взяв её приступом и перебив защитников. Теодорих также захватил замок Рамигу на другом берегу Немана. В ответ на это скальвы захватили городок Лабиау близ Кёнигсберга. Конрад фон Тирберг послал войска, подвергшие страшному опустошению земли Скальвии и пленившие огромное число местных жителей. Вождь Стигенота погнался вслед за уходящими рыцарями, чтобы отбить пленённых соплеменников, однако попал в искусно организованную засаду и погиб вместе с войском. После этого большинство скальвской племенной верхушки признало свой вассалитет по отношению к Ордену.
После покорения скальвов тевтонцы планировали вторжение в Жемайтию, однако ятвяжский вождь Сколоменд смешал планы захватчиков. В 1276-77 гг. ятвяги в союзе с литвой разорили Хелминскую землю и сожгли поселения вокруг крепостей Христбург, Мариенвердер, Зантир и Реден. Разграбив область, ятвяги беспрепятственно ушли с богатой добычей. Теодорих Самландский смог убедить самбов не восставать против Ордена, их примеру последовали также натанги и вармы. Тем временем Конрад фон Тирберг-старший, собрав 1500 всадников, вторгся в ятвяжскую волость Кименов летом 1277 года, подвергнув её разорению и захватив в плен около тысячи местных жителей. Трёхтысячное ятвяжское войско настигло крестоносцев в лесу Винсе, однако рыцари отбили нападение и разгромили ятвягов. В 1280 году ятвяги и литва напали на Самбию, однако Орден был готов к нападению, поэтому язычники потерпеи неудачу. В это время воинственный комтур Тапиова Ульрих Баувар во главе 12 рыцарей и 250 всадников напал на Ятвягию. В это же время польский князь Лешек Чёрный нанёс два серьёзных поражения ятвягам, которые во главе с вождём Сколомендом вынуждены были бежать из Ятвягии в Литву. В 1280 году крестоносцы основали замок Мариенбург. Летом 1283 года новый провинциальный магистр Пруссии Конрад фон Тирберг-младший возглавил огромную армию в походе на Ятвягию. В своём продвижении войска не встречали сопротивления. Рыцарь Людвиг фон Либенцель, попавший в плен к ятвягам, сумел подружиться с местным вождём Кантегердом и убедил его и его людей принять крещение. В результате 1600 ятвягов во главе с Кантегердом добровольно сдались тевтонцам, а затем осели в Самбии. В течение некоторого времени продолжалась партизанская война местного ятвяжского населения, однако ятвяги не имели средств и сил для борьбы с таким сильным противником, каким являлся Орден и его польские и волынские союзники, поэтому местная знать постепенно переходила на сторону тевтонцев. Большинство оставшихся в живых ятвягов были расселены по землям Самбии и Погезании. Сколоменд был прощён, ему было разрешено поселиться в Балге. Ятвягия опустела, став полосой дикой и безлюдной земли, прикрывавшей Мазовию, Пруссию и Волынь от набегов литвы.

## Итоги
Земли Пруссии были полностью покорены Тевтонским орденом. Скоротечные восстания местного населения, имевшие место в 1286 и 1295 годах были жестоко подавлены. Крестоносцы твёрдо удерживали захваченные территории. Покорённые пруссы насильственно обращались в христианство, несогласные просто истреблялись; любые проявления язычества подвергались жесточайшим преследованиям. Начался процесс заселения прусских земель немецкими колонистами, которые селились около основанных рыцарями замков. Эти замки и возникшие под их защитой города послужили главными опорными пунктами германизации коренного населения. Прусское население сохранило часть своих обычаев и прав. Права крещёного населения были подтверждены и регулировались Христбургским договором, подписанным ещё в 1249 году между Орденом и языческими племенами, однако после многочисленных восстаний эти права даровались лишь представителям местной племенной верхушки. Уцелевшие покорённые пруссы постепенно ассимилировались среди германоязычного населения орденских земель. Племенная знать на язык завоевателей перешла примерно к исходу XIV века, но сельское население ещё долго оставалось этнически прусским (за исключением северных и южных областей будущей Восточной Пруссии).

## Первоисточники
- Пётр из Дусбурга, Хроника земли Прусской — хроника завоевания Тевтонским орденом Прусской земли в XIII веке
- Николай фон Ерошин, Хроника земли Прусской